# Силларо
Си́лларо (итал. Sillaro; болонский диалект эмил.-ром. Séller; лат. Silarus) — река на севере Италии, правый приток Рено, протекает по территории Флоренции в Тоскане и Болоньи с Равенной в Эмилии-Романьи. Длина реки составляет 73 км, площадь водосборного бассейна — 506 км². Средний расход воды в устье с 1991 по 2011 года — 3,02 м³/с.
Силларо начинается около горы Тре-Поджоли в Тоскано-Эмилианских Апеннинах на севере Флоренции. Генеральным направлением течения реки является северо-восток. В среднем течении, начиная от Кастель-Сан-Пьетро-Терме, течёт по Паданской равнине. С 1772 года частично канализирована. Впадает в Рено около Лавеццолы (ит.) юго-восточнее Ардженты. Исторически считается границей между Эмилией и Романьей.